# Ла-Альбергерія-де-Арганян
Ла-Альбергерія-де-Арганян (ісп. La Alberguería de Argañán) — муніципалітет в Іспанії, у складі автономної спільноти Кастилія-і-Леон, у провінції Саламанка. Населення — 152 особи (2010).

## Географія
Муніципалітет розташований на португальсько-іспанському кордоні.
Муніципалітет розташований на відстані близько 260 км на захід від Мадрида, 110 км на південний захід від Саламанки.

## Демографія
Динаміка населення (INE ):

## Галерея зображень

Розташування муніципалітету Ла-Альбергерія-де-Арганьян

## Зовнішні посилання
- Провінційна рада Саламанки: індекс муніципалітетів [Архівовано 23 квітня 2009 у Wayback Machine.]
- Посилання на Google Maps
- Неофіційна вебсторінка